# Fjädersparris
Fjädersparris (Asparagus setaceus) är en art i familjen sparrisväxter från tropiska delar av östra och södra Afrika. Den förekommer som krukväxt i Sverige och ses även som snittgrönt i blomsterbutiker. Utseendet påminner om ormbunkar och har slöjliknande drag.
Det är en väldigt tålig grön krukväxt men om den får torka för länge faller de små kladoderna. De kommer tillbaka när man börjar med regelbunden vattning igen. Fjädersparrisen ska placeras halvskuggigt, då det är känslig för stora mängder solljus.

## Synonymer
Asparagopsis setacea Kunth
Asparagus asiaticus L. subsp. amharicus Pic. Serm.
Asparagus plumosus Baker
Asparagus zanzibaricus Baker
Protasparagus plumosus (Baker) Oberm.
Protasparagus setaceus (Kunth) Oberm.